# جنگلچه

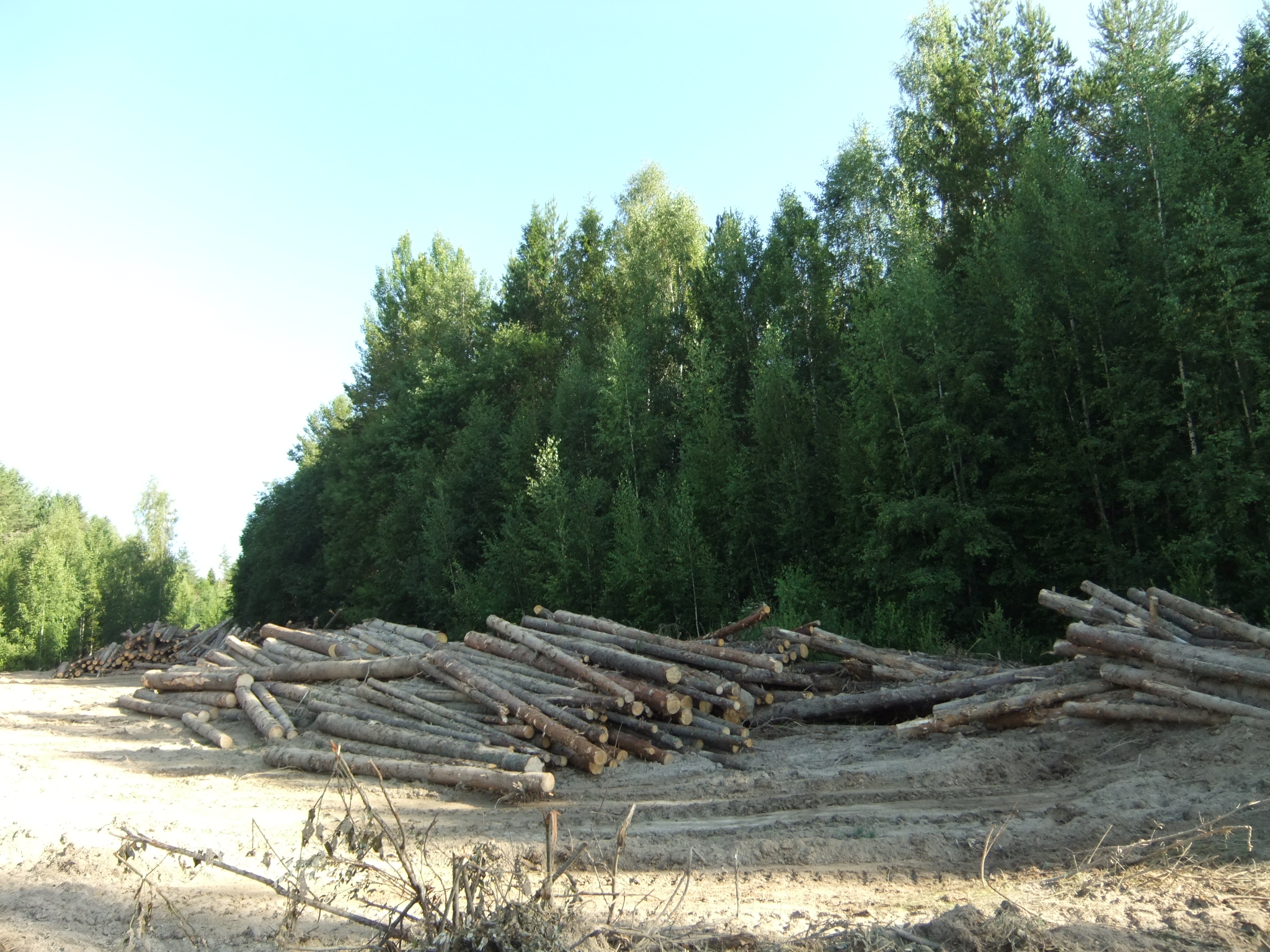
جنگلچه‌های باقی‌مانده در صربستان.

جنگلچه (به انگلیسی: Woodlot)، قطعه‌ای از درختزار یا جنگل است که می‌تواند محصولات جنگلی را در مقیاس کوچک تولید کند (مانند سوخت چوب، شیره برای شربت افرا، درخت اره‌ای و چوب خمیر) و همچنین استفاده‌های تفریحی مانند تماشای پرندگان، پیاده‌روی در بوته‌ها و تماشای گل‌های وحشی. واژه woodlot عمدتاً در آمریکای شمالی کاربرد دارد. در بریتانیا، یک woodlot را می‌توان چوب‌زار، درختزار یا پرورشگاه درختان (copse) نامید.